# Charles Ier d'Egmont
Charles Ier d'Egmont (en néerl. Karel I van Egmont; décédé à Carthagène le 7 décembre 1541) troisième comte d'Egmont, onzième seigneur de Purmerend, Purmerland et Ilpendam et seigneur de Baer. Il était le fils aîné de Jean IV d'Egmont et de Françoise de Luxembourg.
Après la mort prématurée de son père, il devient comte d'Egmont. Sa mère dirigeait probablement le comté. Ainsi, en 1540[réf. nécessaire], elle put élevé le comté de Gavere en principauté. 
En 1541, l'empereur Charles Quint décide de faire campagne contre les pirates barbaresques en Méditerranée. En tant que fidèles partisans de l'empereur, Charles et son frère Lamoral rejoignent son armée.
Contre l'avis de son amiral génois Andrea Doria, l'empereur veut occuper Alger en octobre. La flotte rencontre du mauvais temps et ne peut pas débarquer tout son équipement. Un ouragan, les 24 et 25 octobre 1541, coule 150 navires et a un fort impact sur l'usage des armes à feu. Finalement l'armée impériale doit se retirer.
Charles tombe malade pendant la campagne et est emmené à Carthagène. Sur le chemin du retour, cependant, les navires souffrent à nouveau du mauvais temps et le navire de son frère se retrouve en Corse. Charles ne guérit pas et meurt en Espagne.
Son frère Lamoral hérite de ses titres.

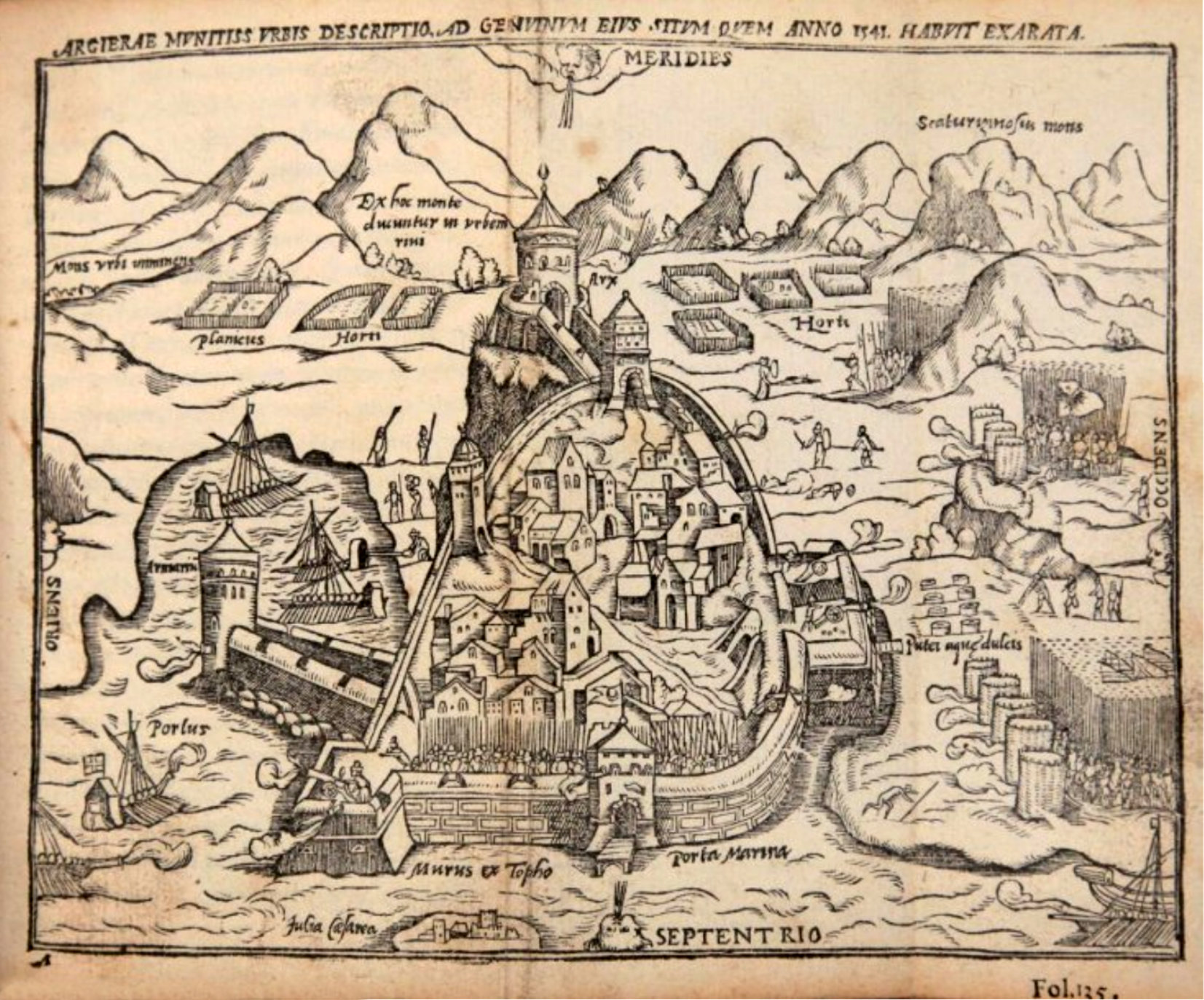
Le siège d'Alger en 1541.